# Спектакль
Спектакль (фр. spectacle, из лат. spectaculum «зрелище») — театральное зрелище, представление, произведение театрального, сценического искусства; может ставиться как на театральной, цирковой сцене, так и на радио (радиоспектакль) и на телевидении (телевизионный спектакль, фильм-спектакль), в кинематографе (фильмы-спектакли, кинооперы и др.).

## Театральный спектакль

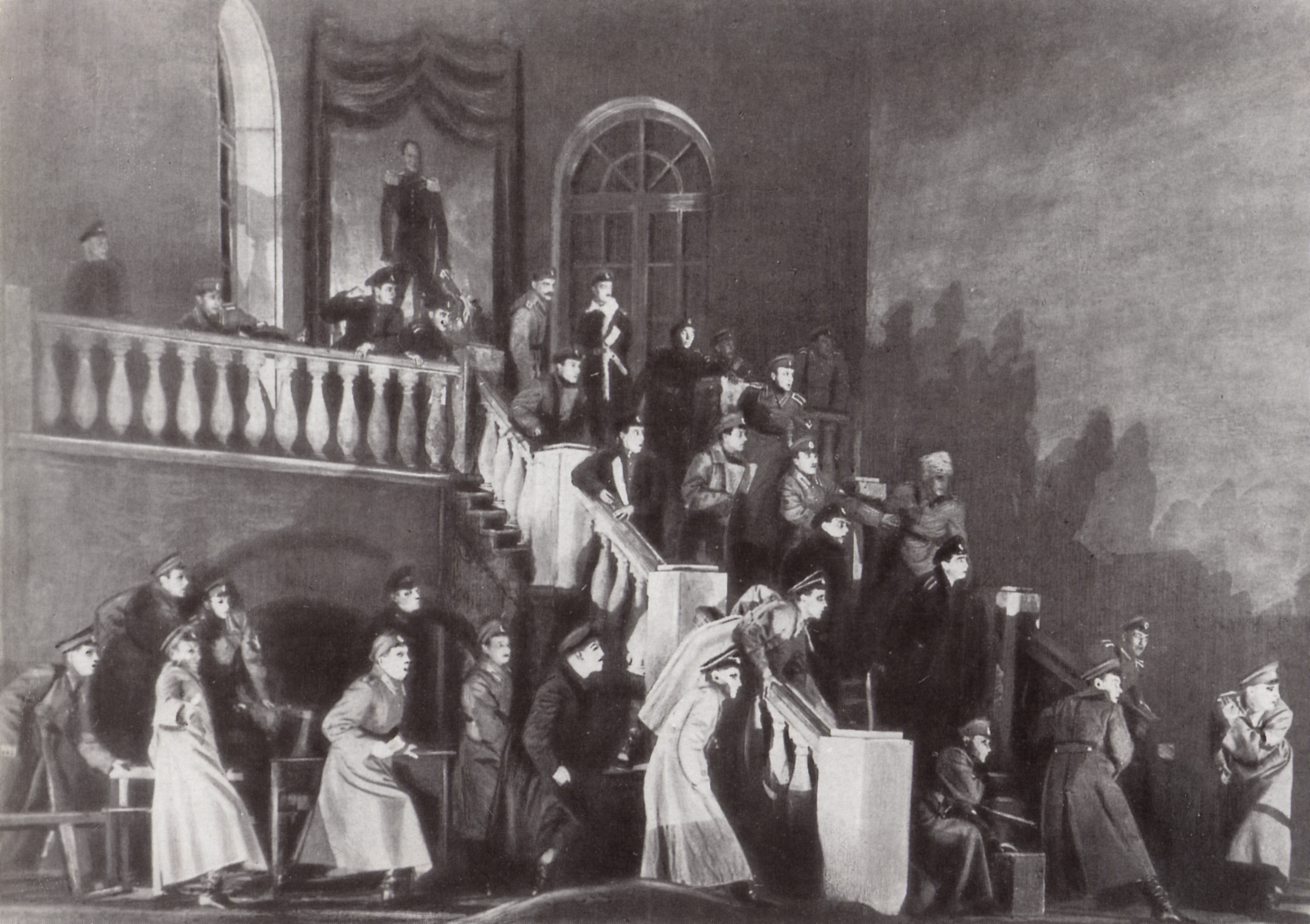
Сцена из спектакля «Дни Турбиных» (МХАТ, 1926)

Изначально спектаклем называлось произведение театрального искусства, в создании которого участвует театральный коллектив: актёры, художник-декоратор, композитор, гримёры, бутафоры и другие. В процессе эволюции спектакля как художественной формы, с одной стороны, происходило разделение творческих функций между его создателями, с другой — по мере роста сценической культуры постепенно утверждался принцип ансамблевости, предполагавший согласованность игры всех исполнителей и обдуманное использование выразительных средств. В современном драматическом театре созданием спектакля, в соответствии с собственным замыслом, руководит режиссёр-постановщик, объединяющий усилия всех участников постановки; режиссёрский замысел конкретизируется в работе с художником и композитором. В музыкальном театре постановкой спектакля часто руководит дирижёр (в опере и оперетте) или балетмейстер (в балете).
В основе спектакля в драматическом театре лежит литературное произведение — пьеса или сценарий, требующий импровизации, в музыкальном театре — сочинение музыкально-драматическое на основе либретто: опера, балет, оперетта, мюзикл.
Работа над созданием спектакля включает в себя: выбор и адаптацию пьесы или музыкально-драматического произведения; распределение ролей в труппе с учётом возможностей актёров и их амплуа; определение мизансценического рисунка спектакля; работу режиссёров (дирижёра, балетмейстера) с актёрами в процессе репетиций; подготовку декорационного оформления спектакля, костюмов, реквизита, грима; подготовку музыкального и светового сопровождения.
Завершающим этапом работы над созданием спектакля является генеральная репетиция, которая проводится с использованием полного декорационного, музыкального (шумового) и светового оформления, заготовленного реквизита, в костюмах и гриме и, в отличие от всех предшествующих репетиций, на публике. Генеральная репетиция позволяет участникам спектакля понять, насколько достигнуты поставленные ими цели.

## Фильм-спектакль
Существует множество видеозаписей театральных постановок и фильмов, основанных на театральных спектаклях, к которым нередко применяется понятие «фильм-спектакль». Согласно изданию «Кино: Энциклопедический словарь», фильм-спектакль является экранизацией своего театрального прототипа, при которой активно используются средства кино: в первую очередь монтаж, студийные и натурные съёмки. Фильм-спектакль при использовании монтажа и разбивки на планы требует иной техники актёрского исполнения, чем в театре. Так же называют фильмом-спектаклем театральный спектакль, снятый на видео- или киноплёнку многокамерным способом, независимо от того, присутствуют ли в нём монтаж и натурные съёмки. В каталоге Гостелерадиофонда «фильмами-спектаклями» именуются любые видеозаписи театральных постановок, включая записи по трансляции со сцены театра.
Первые фильмы-спектакли в России создавались ещё до революции октября 1917 года. Это «Царь Иван Васильевич Грозный» (1915 год), «Ревизор» (1916 год, спектакль московского Малого театра). Особыми видами фильма-спектакля являются киноопера и кинобалет.
В СССР в 1950-е годы фильмы-спектакли, демонстрировавшиеся в кинотеатрах, не уступали бестселлерам кинопроката по количеству зрителей. Так, безусловными рекордсменами проката тех лет, считались фильмы, собравшие более 40 миллионов зрителей. Например широко известный художественный фильм «Весна» (1947 год, Л. Орлова, Ф. Раневская, Р. Плятт) собрал в прокате чуть больше 16 миллионов зрителей, а фильм-спектакль по Лопе де Вега «Учитель танцев» (1952 год) Татьяны Лукашевич собрал 27 миллионов 900 тысяч зрителей, фильм-спектакль по Льву Толстому «Живой труп» Владимира Венгерова (1952 год) 27 миллионов 500 тысяч, «Любовь Яровая» (1953 год) — 46 миллионов 400 тысяч зрителей, «Свадьба с приданым» (1953 год) — 45 миллионов 400 тысяч, «Анна Каренина» (1953 год) — 34 миллиона 700 тысяч зрителей.

### Фильм-спектакль на телевидении
В СССР до начала 1950-х годов театральные спектакли, как и отдельные сцены из них, разыгрывались непосредственно в телевизионной студии; 16 апреля 1951 года состоялась первая внестудийная трансляция — оперы А. Рубинштейна «Демон» из Большого театра. Тогда же, в начале 1950-х годов, поскольку появилась возможность записывать театральные постановки с помощью кинорегистраторов, была разработана программа создания фонда снятых на киноплёнку и предназначенных для массового зрителя — для демонстрации по телевидению, а в 1950-е годы, когда телевизор был ещё редкостью, и в кинотеатрах — лучших, по мнению инициаторов, спектаклей советских театров. Первыми этой чести удостоились спектакли Малого театра — «Волки и овцы», «На всякого мудреца довольно простоты» А. Н. Островского, «Горе от ума» А. С. Грибоедова и «Васса Железнова» А. М. Горького, спектакли МХАТа — «Анна Каренина» (по Л. Толстому) и «Школа злословия» Р. Шеридана и два спектакля Ленинградского Большого драматического театра — «Разлом» Б. Лавренёва и «Любовь Яровая» К. Тренёва.
Виды записи театральных постановок, пишет Б. С. Каплан, могли быть различными: «Это была трансляция из театрального зала со зрителями, или съёмка со сцены театра в пустом зале, или съёмка в телевизионной студии, естественно, без зрителей, но в декорациях театра. Были записи с подсъёмкой натуры или со вставками кинохроники».
В конце 1970 года в Главной редакции литературно-драматических программ Центрального телевидения был создан отдел фондовых театральных спектаклей, с тем чтобы сохранить лучшие театральные работы. Спектакли снимали специальные телевизионные режиссёры, иногда при участии создателей театральных постановок. Отдел фондовых спектаклей за 20 лет своего существования запечатлел на киноплёнке около 200 спектаклей различных театров. Отдел делал это нередко для архива; по телевидению в 1960—1970-е годы спектакли ведущих московских и ленинградских театров демонстрировались редко: администраторы театров именно с расширением телевизионной аудитории и демонстрацией спектаклей по телевидению связывали падение кассовых сборов.
Фильмы-спектакли на телевидении ставили такие известные режиссёры, как Георгий Товстоногов, Анатолий Эфрос, Евгений Радомысленский, и многие другие.
В годы экономических реформ 1990-х годов отдел прекратил своё существование, но трансляции театральных постановок по телевидению (на телеканале «Культура») впоследствии возобновились; видеозаписи по трансляции создаются и в настоящее время.

## Радиоспектакль
В СССР радиотрансляции театральных постановок, прежде всего оперных спектаклей Большого театра, начались ещё в 1920-х годах, и датой рождения радиотеатра считается 25 декабря 1925 года, когда в студии Московского радио состоялась премьера первой советской радиопьесы — «Вечер у Марии Волконской»; хотя тот радиотеатр, который любили в СССР в 1940—1970-х годах, сформировался позже.
Один из самых известных в мире радиоспектаклей — «Война миров» Орсона Уэллса (по одноимённому роману Герберта Уэллса): поставленный в США в форме репортажа и вышедший в эфир 30 октября 1938 года, спектакль вызвал панику среди жителей Соединённых Штатов.
Спектакли на радио ставили и театральные режиссёры, в том числе Всеволод Мейерхольд, и даже кинорежиссёры, как, например, Андрей Тарковский — «Полный поворот кругом» по новелле У. Фолкнера (1965), но гораздо чаще — специальные радиорежиссёры, в совершенстве владевшие спецификой радиотеатра, как легендарная Роза Иоффе или Осип Абдулов, на счету которого более 200 режиссёрских работ на радио. Мейерхольд после первой попытки исполнить перед микрофоном фрагменты из спектаклей ГосТиМа признал: «Этому в день не научишься». Чтобы адаптировать к радиовещанию спектакль «Дама с камелиями», начать пришлось с переработки самой пьесы. Радиоспектакль предъявлял особые требования и актёру, в распоряжении которого оставалось только одно средство выразительности — его голос, и режиссёру; как говорила Р. Иоффе, «слушатель должен увидеть то, что мы ему играем».
Радиотеатр рождал свои шедевры, по большей части забытые в постсоветскую эпоху. Большой популярностью на протяжении нескольких десятилетий пользовались, в частности, радиосериалы «Клуб знаменитых капитанов», созданный ещё в 1945 году, и «КОАПП».

## Телевизионный спектакль
С развитием телевидения появился жанр телевизионного спектакля, или телеспектакля.
Редакция литературно-драматического вещания созданной в 1951 году Центральной студии телевидения знакомила зрителей со спектаклями, идущими на сценах известных театров. Некоторые из этих спектаклей шли в прямой трансляции со сцены или из телевизионной студии. Некоторые записывались и адаптировались в соответствии с телевизионной спецификой. Помимо них Редакция  и сама стала готовить спектакли-телепостановки, которые позже стали называться телеспектаклями. Сначала они шли в прямом эфире (иногда одновременно с эфиром велась запись с экрана кинескопа), а позднее стали преимущественно записываться на плёнку, монтироваться, озвучиваться.